# Восток (гостиница, Тюмень)
Гостиница «Восток» — крупнейшая гостиница города Тюмени категории три звезды. Расположена в восьмиэтажном здании на улице Республики, дом 159, в центральной части Тюмени.
Первые упоминания о строительстве масштабного средства размещения в Тюмени появились в местных газетах в середине 60-х годов XX века. В 1964 году на страницах газеты «Тюменская правда» появилась заметка, рассказывающая о давно назревшей необходимости в расширении номерного фонда города и возвещающая о планировании строительства гостиницы «Тюмень». Примечательно, что название «Восток» не упоминалось в проектной документации вплоть до ввода гостиницы в эксплуатацию в 1973 году. Этот факт был широко освещён в средствах массовой информации того времени. Так, заметка 1972 года выходит под заголовком: «Скоро „Тюмень“ распахнет двери…», а заметка 1974 года: «Горит „Восток“ зарею новой…» До сих пор нет однозначного ответа на вопрос, почему объект в последний момент переименовали из «Тюмени» в «Восток».
Строительство здания гостиницы «Восток» было начато в сентябре 1966 г. по проекту Института «Тюменьгражданпроект» (проект № 3142), генеральным подрядчиком СУ ТЭЦ. Проектная вместимость гостиницы — 644 места.
29 декабря 1972 г. решением № 499-т Исполнительного комитета Тюменского городского Совета депутатов трудящихся было введено в эксплуатацию левое крыло гостиницы «Восток» на 300 мест. Главный инженер проекта — А. С. Тараканов.
29 декабря 1973 г. решением № 502-т Исполнительного комитета Тюменского городского Совета депутатов трудящихся гостиница «Восток» было принято правое крыло здания на 340 мест, с рестораном на 215 мест и магазином «Сувениров», а гостиница введена в эксплуатацию полностью и принята на баланс управления коммунального хозяйства Тюмени. Согласно документам, сметная стоимость строительства составила 2867260 руб. В результате строительства было допущено отступление от утверждённого технического проекта (расширение помещений буфетов), в связи с чем количество мест в гостинице сократилось до 640. Комиссия установила общую оценку выстроенного здания «Хорошо».
Первым директором гостиницы «Восток» был назначен Г. К. Медведеров.
В 2009 г. гостиница «Восток» была переименована в Отель Vostok  и прошла сертификацию объектов туристской индустрии с присвоением категории «Три звезды». В настоящее время в гостинице 374 номеров: 164 номера категории «Одноместный», 48 номеров категории "Одноместный улучшенный", 93 номера категории «Двухместный», 58 номеров категории «Комфорт», 7 номеров категории «Бизнес», 2 номера для людей с ограниченными возможностями здоровья, 2 номера для молодоженов, 4 зала конференц-центра, 5 залов ресторации.

Холл Отеля Vostok - фрагмент убранства крестьянской избы первой половины 20 века

Холлы гостиницы оформлены музейными экспонатами, отражающими национальные и исторические особенности Тюменской области.
На 5 этаже гостиницы расположилась бесплатная библиотека для гостей.

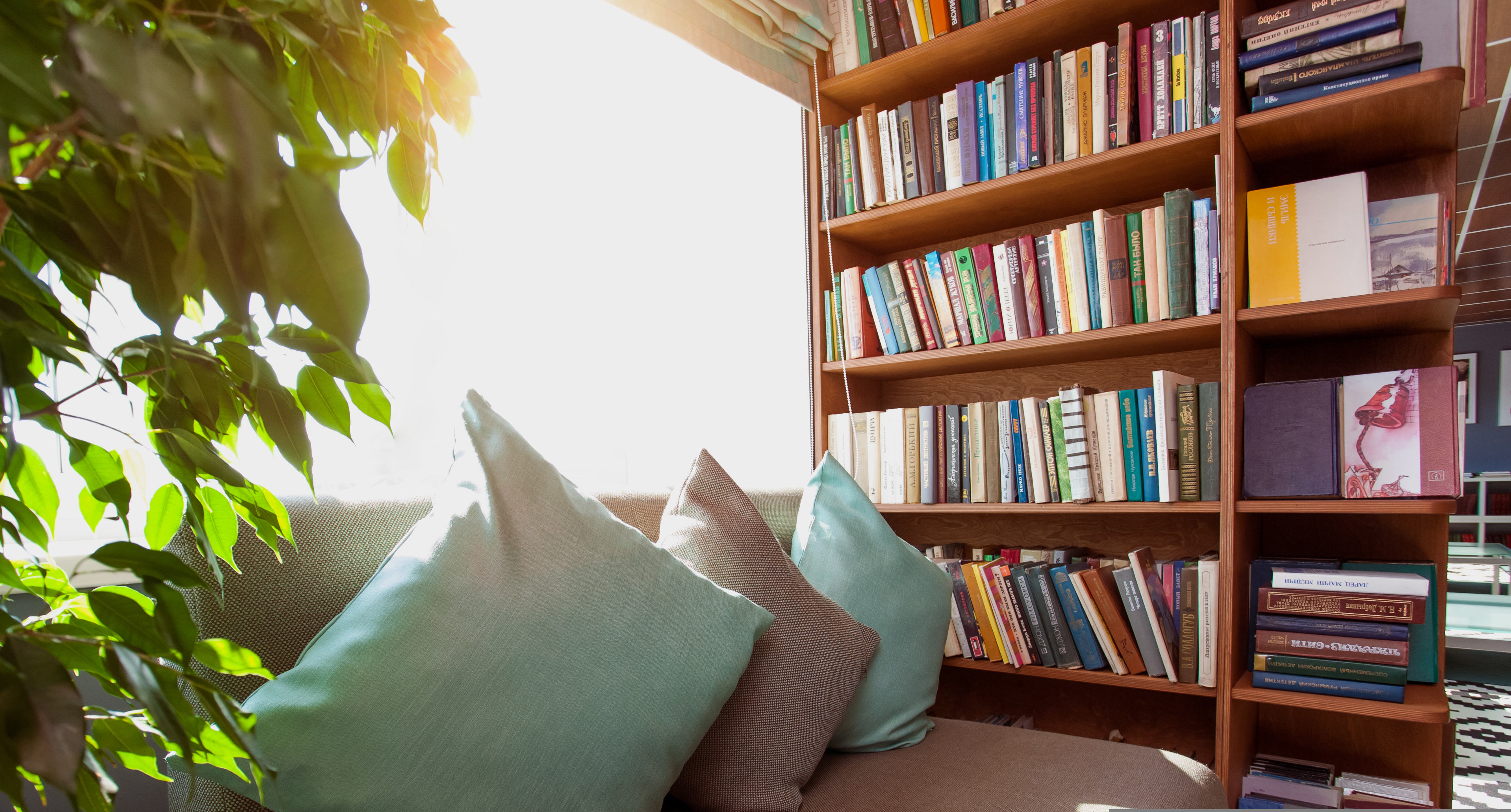
Библиотека в холле 5 этажа Отеля Vostok